# تپه قدیر لاتی
تپه قدیر لاتی مربوط به دوران‌های تاریخی پس از اسلام است و در شهرستان بوئین‌زهرا، جاده آوج، تاکستان واقع شده و این اثر در تاریخ ۲۴ فروردین ۱۳۸۲ با شمارهٔ ثبت ۸۱۷۷ به‌عنوان یکی از آثار ملی ایران به ثبت رسیده است.